# Josef Hansen (Maler)
Josef Hansen (* 1871 in Elberfeld, Rheinprovinz; † nach 1942) war ein deutscher Porträt- und Genremaler der Düsseldorfer Schule.

## Leben
Josef Hansen studierte von 1888 bis 1891 an der Kunstakademie Düsseldorf Malerei. Dort waren Hugo Crola, Adolf Schill und Carl Ernst Forberg seine Lehrer. 1907 und 1911 war er auf großen Ausstellungen im Kunstpalast Düsseldorf vertreten. 1907/1908 gehörte er mit Walter Ophey, Josef Kohlschein d. J., Carl Plückebaum, Carl Schmitz-Pleis, Medardus Kruchen, Ernst Paul (1877–1947), Albert Reibmayr, Josef Lindemann, Heinz May und Hubert Ritzenhofen zu den Gründern der Künstlergruppe Niederrhein.